# Robert Glavaš

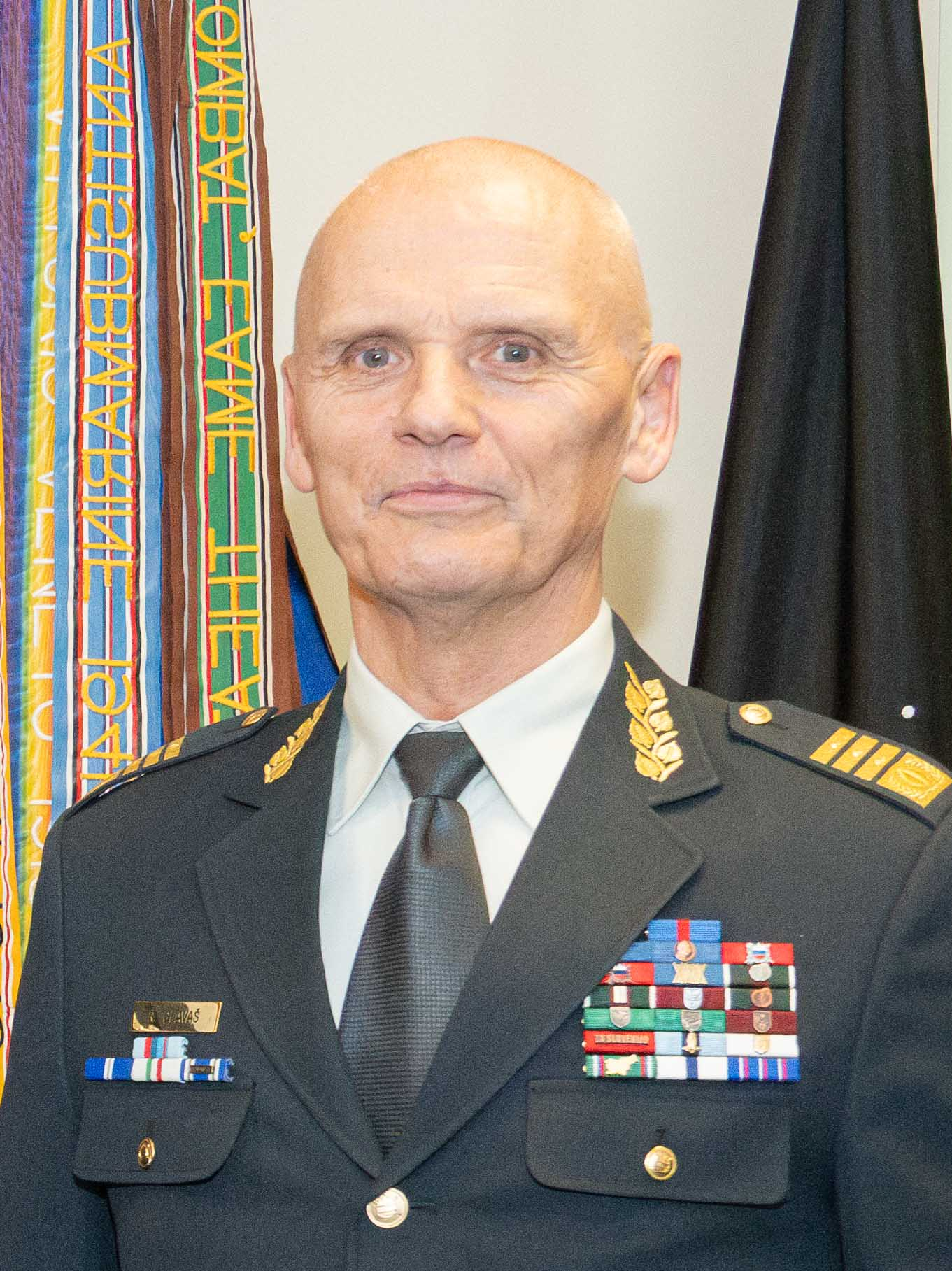
Robert Glavaš (2024)

Robert Glavaš (* 1962) ist ein slowenischer Generalleutnant. Seit April 2020 ist er Befehlshaber der Slowenischen Streitkräfte.

## Leben
Robert Glavaš wurde 1962 geboren. Er besuchte die Fakultät für Maritime Studien und Transport an der Universität Ljubljana.

### Militärische Laufbahn
Robert Glavaš absolvierte 1982/83 eine Ausbildung zum Reserveoffizier. Im Rahmen der Loslösung Sloweniens aus Jugoslawien schloss er sich den Streitkräften seines Heimatlandes an. In den nächsten Jahren nahm er an verschiedenen Auslandsmissionen, Manövern und Weiterbildungsmaßnahmen teil. Er durchlief verschiedene Position beim Slowenischen Heer und übernahm schließlich das Kommando über die 1. Infanteriebrigade.
Später wechselte er in den Stab der Streitkräfte und wurde zu deren stellvertretenden Chef des Generalstabes ernannt. Nach der Ablösung von Generalmajor Alenka Ermenc übernahm er im Frühjahr 2020 (zunächst mit der Führung betraut) das Amt des Generalstabschefs der Slowenischen Streitkräfte. Zwei Jahre nach seiner letzten Beförderung, wurde Glavaš im Dezember 2020 zum Generalmajor befördert, womit er auch formell das Amt des Befehlshabers übernehmen konnte.

### Privates
Der General lebt mit seiner Familie in Ilirska Bistrica.